# Brezje (Sveti Juraj na Bregu)
Brezje je naselje u Republici Hrvatskoj.Nalazi se u sastavu Općine Svetog Jurja na Bregu, Međimurska županija.  

## Ime u drugim izvorima
U izvorima na mađarskom jeziku nalazi se pod imenom Nyíresfalva.

## Stanovništvo
Prema popisu stanovništva iz 2001. godine, naselje je imalo 765 stanovnika te 219 obiteljskih kućanstava.
| broj stanovnika | 73    | 271   | 130   | 147   | 139   | 177   | 173   | 181   | 310   | 308   | 363   | 442   | 430   | 680   | 765   | 752   | 678   |
|                 | 1857. | 1869. | 1880. | 1890. | 1900. | 1910. | 1921. | 1931. | 1948. | 1953. | 1961. | 1971. | 1981. | 1991. | 2001. | 2011. | 2021. |

## Sport
- NK Hajduk Brezje[6]
- Streljačko društvo Zelenbor Brezje[7]

## Zanimljivosti
Brezje je dobilo ime po stablima breza, kojih danas više nema po naselju u tolikoj mjeri. Brezje je također dom festivala elektroničke glazbe Forestland.

## Vanjske poveznice
- Web-stranica